# Tricyphona (Pentacyphona) autumnalis
Tricyphona (Pentacyphona) autumnalis is een tweevleugelige uit de familie Pediciidae. De soort komt voor in het Nearctisch gebied.